# Campeonato Mundial de Minis del CMLL
El Campeonato Mundial de Minis del CMLL (CMLL World Mini Estrella Championship en inglés) es un campeonato de lucha libre profesional dentro del Consejo Mundial de Lucha Libre. Este campeonato es exclusivo para los luchadores de la categoría mini.

## Campeón actual
El Campeonato Mundial de Peso Completo del CMLL es el campeonato exclusivo para los luchadores de categoría mini. El campeón inaugural fue Mascarita Sagrada, quien derrotó a Espectrito en la final de un torneo y desde esto, ha habido 13 distintos campeones oficiales, repartidos en 15 reinados en total. Además, el campeonato ha sido declarado vacante en dos ocasiones a lo largo de su historia.
El reinado más largo en la historia del título le pertenece a Shockercito, quien mantuvo el campeonato por 1813 días en su primer reinado. Por otro lado, Mascarita Sagrada posee el reinado más corto en la historia del campeonato, con 103 días con el título en su haber.
En cuanto a los días en total como campeón (un acumulado entre la suma de todos los días de los reinados individuales de cada luchador), Pequeño Olímpico posee el primer lugar, con 2744 días como campeón entre sus dos reinados. Le siguen Shockercito (1813 en su único reinado), Damiancito El Guerrero (1339 días en su único reinado), Bam Bam (931 días en su único reinado) y Último Dragoncito. (927 días en sus 2 reinados).
Por último, Pequeño Olímpico y Último Dragoncito son los luchadores con más reinados, ambos con 2 reinados.

### Campeón actual
El campeón actual es Mercurio, quien se encuentra en su primer reinado como campeón. Mercurio ganó el campeonato luego de derrotar a Shockercito el 20 de febrero de 2022 en Domingos Arena México.
Mercurio  registra hasta el 13 de abril de 2023 las siguientes defensas televisadas:
1. vs. Angelito (27 de mayo de 2022, Super Viernes)
2. vs. Pierrothito (30 de septiembre de 2022, CMLL Noche de Campeones 2022)

## Lista de campeones
|    | Luchador               | N.º | Fecha                    | Días | Show o evento         | Notas y referencias |
| -- | ---------------------- | --- | ------------------------ | ---- | --------------------- | --- |
| 1  | Mascarita Sagrada      | 1   | 1 de marzo de 1992       | 103  | Domingos Arena México | Derrotó a Espectrito en la final de un torneo |
| —  | Vacante                | —   | 12 de junio de 1992      | —    | N/A                   | Debido a que Mascarita salió de CMLL para ir a AAA. |
| 2  | Orito                  | 1   | 6 de septiembre de 1992  | 189  | Domingos de Coliseo   | Derrotó a Felinito por el campeonato vacante. |
| 3  | Último Dragoncito      | 1   | 14 de marzo de 1993      | 181  | Evento en vivo        | |
| 4  | Ultratumbita           | 1   | 11 de septiembre de 1993 | 520  | Evento en vivo        | |
| 5  | Mascarita Mágica       | 1   | 13 de febrero de 1995    | 379  | Evento en vivo        | |
| 6  | Damiancito El Guerrero | 1   | 27 de febrero de 1996    | N/A  | Evento en vivo        | |
| 7  | Último Dragoncito      | 2   | Octubre de 1999          | N/A  | N/A                   | El campeón Damiancito El Guerrero llevaba más de un año sin trabajar en la división de minis; el título fue entregado a Último Dragoncito en lugar de dejarlo vacante. |
| 8  | Pierrothito            | 1   | 16 de octubre de 2001    | 784  | Martes de Coliseo     | |
| 9  | Pequeño Olímpico       | 1   | 9 de diciembre de 2003   | 1442 | Evento en vivo        | |
| 10 | Pequeño Damián 666     | 1   | 20 de noviembre de 2007  | 250  | Martes Arena México   | |
| 11 | Bam Bam                | 1   | 27 de julio de 2008      | 931  | Domingos de Coliseo   | |
| 12 | Pequeño Olímpico       | 2   | 13 de febrero de 2011    | 1302 | Domingos Arena México | |
| 13 | Astral                 | 1   | 7 de septiembre de 2014  | 864  | Domingos de Coliseo   | |
| —  | Vacante                | —   | 18 de enero de 2017      | —    | N/A                   | Debido a que Astral dejó la división mini. |
| 14 | Shockercito            | 1   | 5 de marzo de 2017       | 1813 | Domingos Arena México | Derrotó a Pierrothito por el campeonato vacante. |
| 15 | Mercurio               | 1   | 20 de febrero de 2022    | 641  | Domingos Arena México | |
| 16 | Último Dragoncito      | 3   | 17 de noviembre de 2023  | 631+ | Super Viernes         | |

### Total de días con el título
La siguiente lista muestra el total de días que un luchador ha poseído el campeonato, si se suman todos los reinados que posee.
A la fecha del 9 de agosto de 2025.
| + | Indica el campeón actual |

| N.º | Campeón                | Reinados | Total de días |
| --- | ---------------------- | -------- | ------------- |
| 1   | Pequeño Olímpico       | 2        | 2744          |
| 2   | Shockercito            | 1        | 1813          |
| 3   | Damiancito El Guerrero | 1        | 1339          |
| 4   | Bam Bam                | 1        | 931           |
| 5   | Último Dragoncito      | 2        | 927           |
| 6   | Astral                 | 1        | 864           |
| 7   | Último Dragoncito      | 3        | 806+          |
| 8   | Pierrothito            | 1        | 784           |
| 9   | Mercurio               | 1        | 641           |
| 10  | Ultratumbita           | 1        | 520           |
| 11  | Mascarita Mágica       | 1        | 379           |
| 12  | Pequeño Damián 666     | 1        | 250           |
| 13  | Orito                  | 1        | 189           |
| 14  | Mascarita Sagrada      | 1        | 103           |

### Mayor cantidad de reinados
| Reinados | Luchador (es)     |
| -------- | ----------------- |
| 3 veces  | Último Dragoncito |
| 2 veces  | Pequeño Olímpico  |